# 腊翊凡
腊翊凡（1967年4月—），男，河南鹤壁人，中华人民共和国政治人物、外交官。

## 生平
腊翊凡毕业于外交学院一系。外事英语专业、外交专业。1988年6月加入中国共产党。
1990年8月，进入中华人民共和国外交部工作，先后在外交部国际司、常驻联合国亚太经社会代表处、外交部办公厅任职。2003年起，先后任常驻联合国日内瓦办事处代表团参赞、公使衔参赞、常驻联合国代表团公使衔参赞。2010年，任外交部国际司副司长。2015年2月，出任中华人民共和国驻埃塞俄比亚大使。
2017年8月，任中央纪委国际合作局局长。2018年5月，任中央纪委国家监委国际合作局局长。2019年9月，任中央巡视组副部级巡视专员、中央纪委国家监委国际合作局局长。2021年5月，任中央纪委国家监委驻文化和旅游部纪检监察组组长、文化和旅游部党组成员。